# Maurina Borges da Silveira
Maurina Borges da Silveira, mais conhecida como Irmã Maurina, (Araxá, 1926 — Araraquara, 5 de março de 2011) foi uma freira católica brasileira, pertencente à Ordem Franciscana Secular. Foi a única freira presa e torturada durante a ditadura militar no Brasil (1964–1985).

## Biografia
Nascida em Perdizes, na época um distrito de Araxá, em Minas Gerais, Maurina foi a oitava filha em uma numerosa família de 11 irmãos, todos criados na zona rural. Quatro desses filhos se tornaram religiosos.
Em 1942, iniciou a vida religiosa no dia 21 de janeiro de 1942 e, no dia 11 de janeiro de 1950, emitiu seus votos perpétuos junto à Congregação das Irmãs Franciscanas da Imaculada Conceição.
Por 10 anos trabalhou no Colégio Nossa Senhora de Lourdes, em São Paulo, e, depois, por 10 anos no Juvenato Coração de Jesus, em Gaspar (Santa Catarina).
Em 1968, assumiu a direção do Lar Sant’Ana, destinado ao cuidado e abrigo de crianças órfãs em Ribeirão Preto (São Paulo).

## Prisão
Em outubro de 1969, aos 43 anos, a irmã Maurina, então diretora do Orfanato Lar Santana foi presa em Ribeirão Preto, no estado de São Paulo. Ela cedia, sem saber, uma sala para reuniões de estudantes pertencentes ao grupo guerrilheiro Forças Armadas de Libertação Nacional (FALN). A freira, presa com vários militantes da FALN pela Operação Bandeirantes (Oban), foi torturada durante cinco meses. Levou choques elétricos, duvidaram da sua virgindade e ameaçaram fazer um exame ginecológico, e a fizeram assinar uma confissão admitindo ser amante de um militante da FALN. A tortura que sofreu era mais produto da selvageria dos interrogadores do que da funcionalidade do suplício.
O episódio foi vexatório para o governo e abalou parte da hierarquia da igreja católica. O bispo de Ribeirão Preto, Felício da Cunha excomungou dois delegados de polícia, Renato Ribeiro Soares e Miguel Lamano. Lamano, em 1998, foi apontado num 'ranking' da revista Veja como o 12º maior torturador da época da ditadura militar.
De acordo com o ex-arcebispo de São Paulo Dom Paulo Evaristo Arns, foi a prisão da irmã Maurina que lhe motivou a iniciar sua "luta pela justiça social".
Alguns autores, como Jacob Gorender, no livro Combate nas Trevas, argumentam que irmã Maurina teria sido estuprada na prisão. A freira, entretanto, nega ter sido vítima de violência sexual; de acordo com ela, foi vítima de violência moral. Na prisão foi obrigada a assinar confissão dizendo que era amante de um militante comunista.
Em 1970, a irmã Maurina foi trocada pelo cônsul japonês Nobuo Okuchi, sequestrado pela Vanguarda Popular Revolucionária (VPR) e foi forçada a se exilar no México, onde viveu por 14 anos. Lá, trabalhou na livraria da Congregação das Irmãs de São José de Lyon. Tentou voltar ao Brasil durante o governo do general Ernesto Geisel (1974-1978) mas foi impedida pelo ministro Armando Falcão, que vetou seu pedido oficial.

## Suposta gravidez
Após a ditadura, jornais sensacionalistas afirmaram que irmã Maurina teria abortado após ter engravidado do delegado Sérgio Paranhos Fleury, que a teria estuprado. Dom Paulo Evaristo Arns e a própria freira desmentiram tanto o estupro quanto a gravidez. O tema foi utilizado pelo dramaturgo Jorge Andrade na peça Milagre na Cela, de 1977.
O episódio que gerou a alegação de que Maurina teria engravidado na prisão foi, de acordo com a mesma, quando um militar alto e loiro começou a abraçá-la, dizendo que estava longe da esposa. De acordo com a irmã Maurina, ela pediu para ele se afastar e então ele sacou uma pistola, insistindo para que ela a segurasse, a fim de que suas impressões digitais ficassem na arma.

## Retorno
Madre Maurina retornou ao Brasil depois da entrada em vigor da Lei da Anistia e foi viver em Araraquara, interior de São Paulo, juntando-se à Congregação da Irmãs Franciscanas Hospitalares da Imaculada Conceição, onde morreu, sofrendo de Alzheimer, aos 86 anos, em 5 de março de 2011.
No dia 28 de março de 2011, a Prefeitura Municipal de Araraquara (SP), inaugurou no Assentamento Monte Alegre, um centro de educação e lazer que foi denominado com o nome da religiosa.
A partir do dia 28 de agosto de 2013, a rua “E” no Loteamento Borda do Parque, em Ribeirão Preto, passou a ser denominada com o seu nome.